# Alexia Dechaume
Pour les articles homonymes, voir Dechaume.
Alexia Dechaume (née le 3 mai 1970 à La Rochelle) est une joueuse de tennis française, professionnelle du milieu des années 1980 jusqu'en 2000. Elle est aussi connue sous son nom de femme mariée, Alexia Dechaume-Balleret.
Depuis l'arrêt de sa carrière sportive, elle est devenue entraîneuse de tennis, et parfois consultante dans les médias.

## Biographie

### Carrière sportive
Junior, elle a été finaliste aux Petits As en 1984, battue par sa compatriote Emmanuelle Derly.
Dotée d'un puissant coup droit lifté et d'un revers chopé, elle fait figure de grand espoir du tennis français dans les années 1980. Son ascension régulière se voit pourtant interrompue en janvier 1993 par une opération du poignet qui l'empêche de jouer tout le reste de la saison.
En 1994, elle atteint le 4e tour à Roland Garros (battue par Conchita Martínez), sa meilleure performance en simple dans une épreuve du Grand Chelem.
Au cours de sa carrière, elle a remporté six tournois WTA en double dames, dont quatre aux côtés de l'Argentine Florencia Labat.

### Reconversion
De 2000 à 2002, elle a été l'entraîneuse d'Amélie Mauresmo (dont elle devient plus tard la manageuse), puis brièvement de Stéphanie Cohen-Aloro (de fin 2003 à début 2004). 
Elle poursuit ensuite sa carrière en tant que consultante pour Eurosport.
Le 16 décembre 2008, Alexia Dechaume est nommée entraineuse de l'équipe de France de Fed Cup par la Fédération française de tennis.
Le 18 avril 2011, la Fédération française de Tennis (FFT) la nomme entraîneuse d'Aravane Rezaï qui n'a plus d'entraîneur depuis l'Open d'Australie où une violente dispute l'avait opposé à son père et entraineur. Elle entraîne ensuite Pauline Parmentier puis Clara Burel.

### Vie personnelle
Elle est mariée avec Bernard Balleret, ancien membre de l'équipe de Monaco de Coupe Davis.

## Palmarès

### Titre en simple dames
Aucun

### Finales en simple dames
| No | Date       | Nom et lieu du tournoi                | Catégorie | Dotation  | Surface      | Vainqueure             | Score         |          |
| -- | ---------- | ------------------------------------- | --------- | --------- | ------------ | ---------------------- | ------------- | -------- |
| 1  | 30-04-1990 | Trofeo Ilva-Coppa Mantegazza, Tarente | Tier V    | 75 000 $  | Terre (ext.) | Raffaella Reggi        | 3-6, 6-0, 6-2 | Parcours |
| 2  | 19-08-1991 | OTB International Open, Schenectady   | Tier V    | 100 000 $ | Dur (ext.)   | Brenda Schultz         | 7-6, 6-2      | Parcours |
| 3  | 12-05-1997 | Welsh International Open, Cardiff     | Tier IV   | 107 500 $ | Terre (ext.) | Virginia Ruano Pascual | 6-1, 3-6, 6-2 | Parcours |

### Titres en double dames
| No | Date       | Nom et lieu du tournoi               | Catégorie | Dotation  | Surface      | Partenaire       | Finalistes                       | Score         |          |
| -- | ---------- | ------------------------------------ | --------- | --------- | ------------ | ---------------- | -------------------------------- | ------------- | -------- |
| 1  | 19-09-1988 | Clarins Open Paris                   | Tier V    | 50 000 $  | Terre (ext.) | Emmanuelle Derly | Louise Field Nathalie Herreman   | 6-0, 6-2      | Parcours |
| 2  | 29-04-1991 | Trofeo Ilva-Coppa Mantegazza Tarente | Tier V    | 100 000 $ | Terre (ext.) | Florencia Labat  | Laura Golarsa Ann Grossman       | 6-2, 7-5      | Parcours |
| 3  | 06-07-1992 | Citroen Cup Austrian Open Kitzbühel  | Tier IV   | 150 000 $ | Terre (ext.) | Florencia Labat  | Amanda Coetzer Wiltrud Probst    | 6-3, 6-3      | Parcours |
| 4  | 20-07-1992 | Internazionali di Tennis Saint-Marin | Tier V    | 100 000 $ | Terre (ext.) | Florencia Labat  | Sandra Cecchini Laura Garrone    | 7-6, 7-5      | Parcours |
| 5  | 24-08-1992 | OTB International Open Schenectady   | Tier V    | 100 000 $ | Dur (ext.)   | Florencia Labat  | Ginger Helgeson Shannan McCarthy | 6-3, 1-6, 6-2 | Parcours |
| 6  | 14-04-1997 | Japan Open Tokyo                     | Tier III  | 164 250 $ | Dur (ext.)   | Rika Hiraki      | Kerry-Anne Guse Corina Morariu   | 6-4, 6-2      | Parcours |

### Finales en double dames
| No | Date       | Nom et lieu du tournoi             | Catégorie | Dotation  | Surface      | Vainqueures                       | Partenaire        | Score         |          |
| -- | ---------- | ---------------------------------- | --------- | --------- | ------------ | --------------------------------- | ----------------- | ------------- | -------- |
| 1  | 17-09-1990 | Clarins Open Paris                 | Tier IV   | 150 000 $ | Terre (ext.) | Kristin Godridge Kirrily Sharpe   | Nathalie Herreman | 4-6, 6-3, 6-1 | Parcours |
| 2  | 16-09-1991 | Clarins Open Paris                 | Tier IV   | 150 000 $ | Terre (ext.) | Petra Langrová Radka Zrubáková    | Julie Halard      | 6-4, 6-4      | Parcours |
| 3  | 31-07-1995 | Toshiba Tennis Classic San Diego   | Tier II   | 430 000 $ | Dur (ext.)   | Gigi Fernández Natasha Zvereva    | Sandrine Testud   | 6-2, 6-1      | Parcours |
| 4  | 29-04-1996 | “M” Elektronika Cup Bol            | Tier IV   | 107 500 $ | Terre (ext.) | Laura Montalvo Paola Suárez       | Alexandra Fusai   | 6-7, 6-3, 6-4 | Parcours |
| 5  | 11-01-1999 | ANZ Tasmanian International Hobart | Tier IVb  | 110 000 $ | Dur (ext.)   | Mariaan de Swardt Elena Tatarkova | Émilie Loit       | 6-1, 6-2      | Parcours |

## Parcours en Grand Chelem

### En simple dames
| Année | Open d'Australie | Open d'Australie     | Internationaux de France | Internationaux de France | Wimbledon       | Wimbledon       | US Open         | US Open           |
| ----- | ---------------- | -------------------- | ------------------------ | ------------------------ | --------------- | --------------- | --------------- | ----------------- |
| 1986  | n/a              | n/a                  | 2e tour (1/32)           | Zina Garrison            | -               | -               | -               | -                 |
| 1987  | -                | -                    | 1er tour (1/64)          | Lydie Van Hille          | -               | -               | -               | -                 |
| 1988  | -                | -                    | 1er tour (1/64)          | Conchita Martínez        | 1er tour (1/64) | Chris Evert     | 1er tour (1/64) | Natalia Bykova    |
| 1989  | 2e tour (1/32)   | Amy Frazier          | 2e tour (1/32)           | Gabriela Sabatini        | -               | -               | -               | -                 |
| 1990  | 2e tour (1/32)   | Angélica Gavaldón    | 1er tour (1/64)          | Céline Cohen             | 3e tour (1/16)  | Helena Suková   | 2e tour (1/32)  | Elna Reinach      |
| 1991  | 3e tour (1/16)   | Zina Garrison        | 1er tour (1/64)          | Elena Bryukhovets        | 1er tour (1/64) | Amanda Grunfeld | 1er tour (1/64) | Judith Wiesner    |
| 1992  | 3e tour (1/16)   | Patty Fendick        | 1er tour (1/64)          | Amanda Coetzer           | 2e tour (1/32)  | Helena Suková   | 1er tour (1/64) | Leila Meskhi      |
| 1994  | -                | -                    | 4e tour (1/8)            | Conchita Martínez        | 2e tour (1/32)  | Kristie Boogert | 3e tour (1/16)  | Zina Garrison     |
| 1995  | 1er tour (1/64)  | Lori McNeil          | 1er tour (1/64)          | Dominique Monami         | 1er tour (1/64) | Jo Durie        | 1er tour (1/64) | Julie Halard      |
| 1996  | 2e tour (1/32)   | Ai Sugiyama          | 1er tour (1/64)          | Brenda Schultz           | 1er tour (1/64) | Nancy Feber     | 1er tour (1/64) | Rita Grande       |
| 1997  | 1er tour (1/64)  | Patricia Hy          | 1er tour (1/64)          | Elena Makarova           | 1er tour (1/64) | Laura Golarsa   | 2e tour (1/32)  | Amanda Coetzer    |
| 1998  | 1er tour (1/64)  | Venus Williams       | 3e tour (1/16)           | Venus Williams           | 2e tour (1/32)  | Julie Halard    | 2e tour (1/32)  | Silvia Farina     |
| 1999  | 2e tour (1/32)   | Monica Seles         | 1er tour (1/64)          | Mary Joe Fernández       | 2e tour (1/32)  | Barbara Schett  | 2e tour (1/32)  | Conchita Martínez |
| 2000  | 1er tour (1/64)  | Emmanuelle Gagliardi | -                        | -                        | -               | -               | -               | -                 |

À droite du résultat, l’ultime adversaire.

### En double dames
| Année | Open d'Australie             | Open d'Australie           | Internationaux de France     | Internationaux de France   | Wimbledon                    | Wimbledon                  | US Open                         | US Open                    |
| ----- | ---------------------------- | -------------------------- | ---------------------------- | -------------------------- | ---------------------------- | -------------------------- | ------------------------------- | -------------------------- |
| 1986  | n/a                          | n/a                        | 1er tour (1/32) Sybille Niox | Elise Burgin R. Fairbank   | -                            | -                          | -                               | -                          |
| 1988  | -                            | -                          | 1er tour (1/32) E. Derly     | Jenny Byrne J. Thompson    | 3e tour (1/8) E. Derly       | M. Lindström C. Porwik     | 1er tour (1/32) E. Derly        | Penny Barg Elise Burgin    |
| 1989  | 3e tour (1/8) E. Derly       | Jo Durie MJ Fernández      | 1er tour (1/32) E. Derly     | Terry Phelps R. Reggi      | 1er tour (1/32) E. Derly     | Louise Allen Van Nostrand  | -                               | -                          |
| 1990  | 2e tour (1/16) Eva Krapl     | C. MacGregor               | 2e tour (1/16) E. Derly      | M. Bollegraf R. Reggi      | 2e tour (1/16) N. Herreman   | Steffi Graf G. Sabatini    | 1er tour (1/32) N. Herreman     | Halle Carroll Amy Frazier  |
| 1991  | 1er tour (1/32) N. Herreman  | Maya Kidowaki Alison Scott | 2e tour (1/16) F. Labat      | Mercedes Paz G. Sabatini   | 1er tour (1/32) W. Probst    | Kathy Jordan Lori McNeil   | 1er tour (1/32) F. Labat        | S. Stafford M. Werdel      |
| 1992  | 1er tour (1/32) F. Labat     | Jenny Byrne Louise Stacey  | 2e tour (1/16) Julie Halard  | K. Maleeva B. Rittner      | 1er tour (1/32) Julie Halard | Sandy Collins Elna Reinach | 1er tour (1/32) F. Labat        | Amy Frazier Rika Hiraki    |
| 1994  | -                            | -                          | 2e tour (1/16) F. Labat      | Silvia Farina G. Helgeson  | 1er tour (1/32) F. Labat     | K. Maleeva Robin White     | 1er tour (1/32) F. Labat        | M. de Swardt Tessa Price   |
| 1995  | 2e tour (1/16) F. Labat      | L. Davenport Lisa Raymond  | 2e tour (1/16) F. Labat      | Patty Fendick MJ Fernández | 1er tour (1/32) F. Labat     | Sophie Amiach S. Testud    | 1er tour (1/32) S. Testud       | L. Courtois Nancy Feber    |
| 1996  | 2e tour (1/16) S. Testud     | A. Coetzer M. de Swardt    | 2e tour (1/16) S. Testud     | A. Fusai Mercedes Paz      | 3e tour (1/8) S. Testud      | M. McGrath L. Neiland      | 3e tour (1/8) S. Testud         | S. Jeyaseelan Rene Simpson |
| 1997  | 1er tour (1/32) S. Testud    | S. Noorlander H. Vildová   | 1er tour (1/32) S. Testud    | C. Martínez P. Tarabini    | 2e tour (1/16) S. Testud     | S. Appelmans M. Oremans    | 2e tour (1/16) S. Testud        | L. Davenport Jana Novotná  |
| 1998  | 2e tour (1/16) S. Testud     | R. Dragomir Iva Majoli     | 2e tour (1/16) A. Mauresmo   | B. Schett P. Schnyder      | 1er tour (1/32) Liezel Huber | Lisa Raymond Rennae Stubbs | 1er tour (1/32) Barabanschikova | Amy Frazier K. Schlukebir  |
| 1999  | 2e tour (1/16) Laura Golarsa | L. Neiland A. Sánchez      | 1er tour (1/32) A. Cocheteux | M. Hingis A. Kournikova    | 1er tour (1/32) S. Testud    | Jana Novotná N. Zvereva    | 2e tour (1/16) Émilie Loit      | MJ Fernández Monica Seles  |
| 2000  | 1er tour (1/32) Yayuk Basuki | Debbie Graham Nana Miyagi  | -                            | -                          | -                            | -                          | -                               | -                          |

Sous le résultat, la partenaire ; à droite, l’ultime équipe adverse.

### En double mixte
| Année | Open d'Australie         | Open d'Australie        | Internationaux de France    | Internationaux de France   | Wimbledon                 | Wimbledon                  | US Open                       | US Open                |
| ----- | ------------------------ | ----------------------- | --------------------------- | -------------------------- | ------------------------- | -------------------------- | ----------------------------- | ---------------------- |
| 1988  | -                        | -                       | 1er tour (1/32) R. Gilbert  | J. Thompson D. Macpherson  | -                         | -                          | -                             | -                      |
| 1989  | -                        | -                       | 3e tour (1/8) F. Santoro    | Penny Barg B. Willenborg   | -                         | -                          | -                             | -                      |
| 1992  | -                        | -                       | -                           | -                          | -                         | -                          | 1er tour (1/16) Jacco Eltingh | A. Coetzer David Adams |
| 1996  | 1er tour (1/16) G. Raoux | Lori McNeil Mark Keil   | 1er tour (1/32) J. Fleurian | L. Pleming Luis Lobo       | -                         | -                          | -                             | -                      |
| 1997  | 2e tour (1/8) Jim Grabb  | N. Bradtke Joshua Eagle | 2e tour (1/16) J. Fleurian  | M. Bollegraf Rick Leach    | 1er tour (1/32) C. Brandi | MJ Fernández Sandon Stolle | -                             | -                      |
| 1998  | -                        | -                       | 3e tour (1/8) J. Fleurian   | M. Bollegraf Rick Leach    | -                         | -                          | -                             | -                      |
| 1999  | -                        | -                       | 2e tour (1/16) F. Santoro   | Barabanschikova David Rikl | -                         | -                          | -                             | -                      |

Sous le résultat, le partenaire ; à droite, l’ultime équipe adverse.

## Classements WTA en fin de saison

### En simple
| Année | 1986 | 1987 | 1988 | 1989 | 1990 | 1991 | 1992 | 1994 | 1995 | 1996 | 1997 | 1998 | 1999 |
| Rang  | 232  | 128  | 127  | 182  | 87   | 72   | 53   | 65   | 132  | 81   | 65   | 68   | 101  |

Source : (en) « Classements de Alexia Dechaume », sur le site officiel du WTA Tour

### En double
| Année | 1986 | 1987 | 1988 | 1989 | 1990 | 1991 | 1992 | 1994 | 1995 | 1996 | 1997 | 1998 | 1999 |
| Rang  | 356  | 276  | 68   | 90   | 92   | 61   | 39   | 87   | 48   | 38   | 65   | 111  | 71   |

Source : (en) « Classements de Alexia Dechaume », sur le site officiel du WTA Tour